# バイオレットウッド
バイオレットウッドはマメ科ペルトギネ属 (Peltogyne) の総称。ペルトギネ属は顕花植物23種からなる属である。他にパープルハート (Purpleheart)、アマランサス (Amaranth) など地域によって様々な名前で呼ばれている (木の色に由来した名前が多い)。原産地は中南米の熱帯雨林。メキシコのゲレーロ州から中央アメリカにかけて広がり、ブラジル南東部に至る地域に分布している。
樹高は30～50メートルで、中型から大型の樹木。幹の直径は最大1.5メートルである。葉は互生する。1ヶ所から左右対称に2枚に分かれた大きな葉 (長さ5～10センチメートル、幅2～4センチメートル) が生える。 花は小さく、5枚の白い花びらを持ち、円錐状に集まって咲く (円錐花序)。果実は鞘状で、種子を1個含む。木材として価値があるが、加工が難しい。

## 分布
ペルトギネ属に含まれる種はブラジル南東部から南米北部、パナマ、コスタリカ、そしてトリニダード島にかけて分布している。大半の種はアマゾン川流域のアマゾン盆地に生息している。『ペルトギネ・メキシカーナ (P. mexicana)』は地理的に外れた場所に分布する種であり、メキシコのゲレーロ州に自生している。過剰な伐採によって、いくつかの種がかつて豊富に生えていた地域で絶滅の危機に瀕している。

## 木材
ペルトギネ属の樹木は、心材の美しさでよく知られており、伐採した途端に薄茶色から鮮やかな紫色に変わる。紫外線の光に晒され続けることで、木材の色は紫がかった暗い茶色に深みを増していく。紫外線抑制物質を含んだ仕上げ剤で塗装するとこの現象を最小限に抑えることができる。乾燥した木材は非常に丈夫で堅く、気乾比重は0.86である (860kg/m3)。パープルハート材 (バイオレットウッド) は硬度の高さに比例して加工が難しい。極めて耐久性に優れ、耐水性がある。その堅さからトーンウッド (弦楽器・管楽器用木材) として用いられ、特にギターの指板 (フレットボード) 材、ギターやベースのネック補強材として使われる。スルーネック (ネックとボディが一体になった型) タイプのギターは、構造とチューニングの安定性を高めるためと、音をよく響かせるためにパープルハート材で補強する場合がある。

## 利用と危険性
パープルハート材 (バイオレットウッド) は木材として高く評価されており、楽器にほどこす繊細なインレイ・ワーク (木材や貝殻などの異なる素材を埋め込む象嵌細工)、ギターの指板材 (一般的に使われる素材ではない)、ウッドターニング (木材を旋盤で回転させながら削って作品を作る木工技法)、cabinetry (高級家具製作)、床材、家具などに重宝されている。
パープルハート材を木工所で扱う際には複数の課題に直面する。絡み合った木目は見分けづらく、手作業でのかんながけや、ノミや彫刻刀を使った作業が困難になる。しかし、刃先の鋭いツールと共に木工旋盤 (木工用ろくろ) を使うと、削りやすく、綺麗に研磨できる。
木材を切ったり研磨する際に発生する木くずに曝露すると皮膚、眼、呼吸器の炎症や吐き気が引き起こされることがある。これはネオフラボノイドであるダルベルギオン) 化合物を含有するためだと考えられている。そのためパープルハート材は基本的にアクセサリー素材には向いていない。かなり高級な木材でもあるため、小ぶりの作品に使われることが多い。

## 樹種
下記の樹種リストは、イギリスの王立植物園キューガーデンが運営する『プランツ・オブ・ザ・ワールド・オンライン (en:Plants of the World Online)』を情報源にしたものである。
- en:Peltogyne altissima Ducke
- en:Peltogyne angustiflora Ducke
- en:Peltogyne campestris Ducke
- en:Peltogyne catingae Ducke
- en:Peltogyne chrysopis Barneby
- en:Peltogyne crenulata Afr.Fern.
- en:Peltogyne discolor Vogel
- en:Peltogyne excelsa Ducke
- en:Peltogyne floribunda (Kunth) Pittier
- en:Peltogyne gracilipes Ducke
- en:Peltogyne heterophylla M.F.Silva
- en:Peltogyne lecointei Ducke
- en:Peltogyne maranhensis Ducke
- en:Peltogyne mattosiana Rizzini
- en:Peltogyne mexicana Martinez
- en:Peltogyne paniculata Benth.
- en:Peltogyne paradoxa Ducke
- en:Peltogyne parvifolia Benth.
- en:Peltogyne pauciflora Benth.
- en:Peltogyne prancei M.F.Silva
- en:Peltogyne purpurea Pittier
- en:Peltogyne recifensis Ducke
- en:Peltogyne subsessilis W.A.Rodrigues
- en:Peltogyne venosa (M.Vahl) Benth.

## ギャラリー

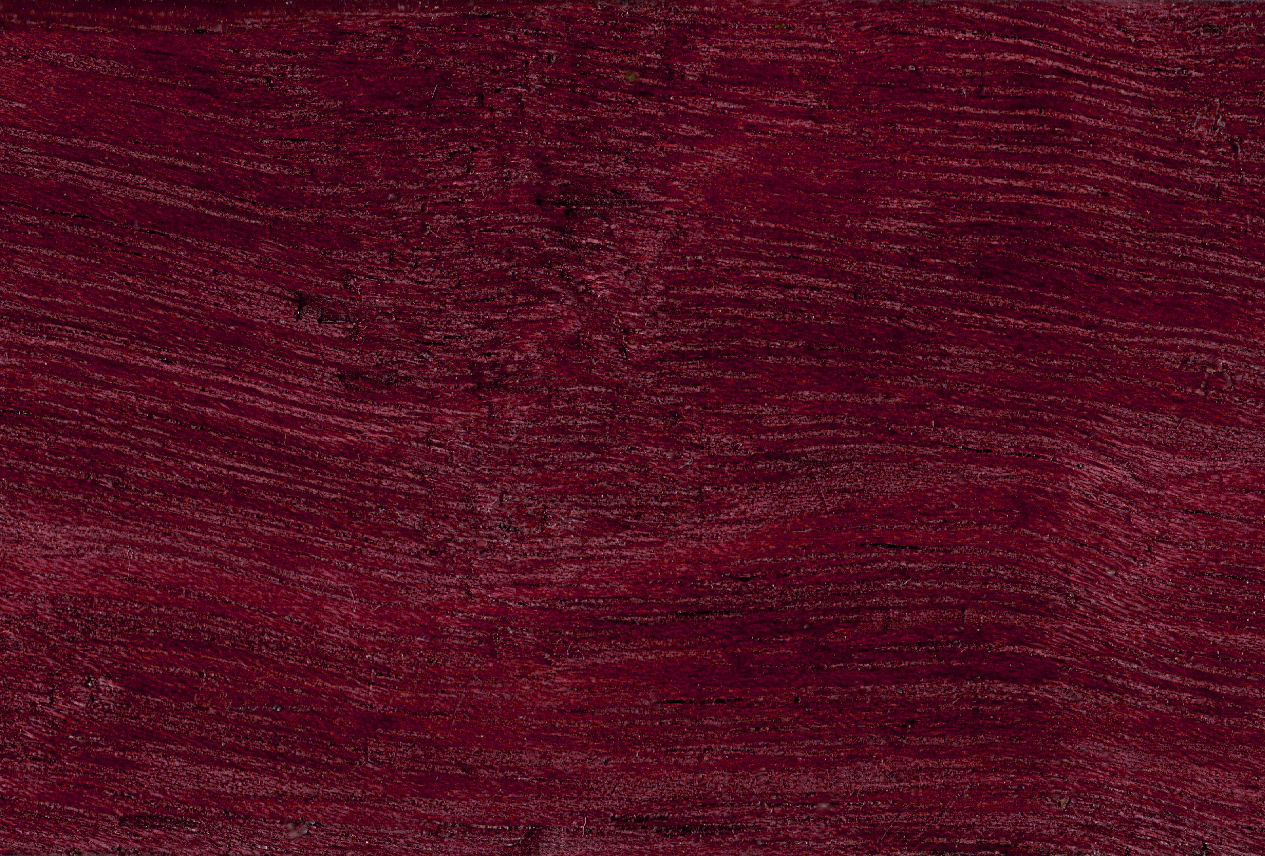
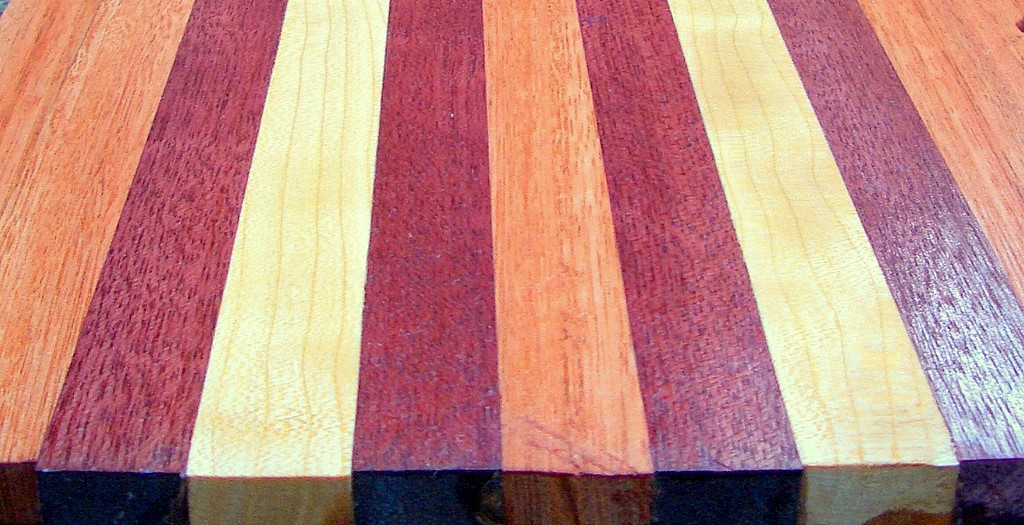
パープルハート (1番暗い色)、サクラ (1番明るい色)、サーモンピンク色のユーカリ・リプタス（英語版）を貼り合わせた板。
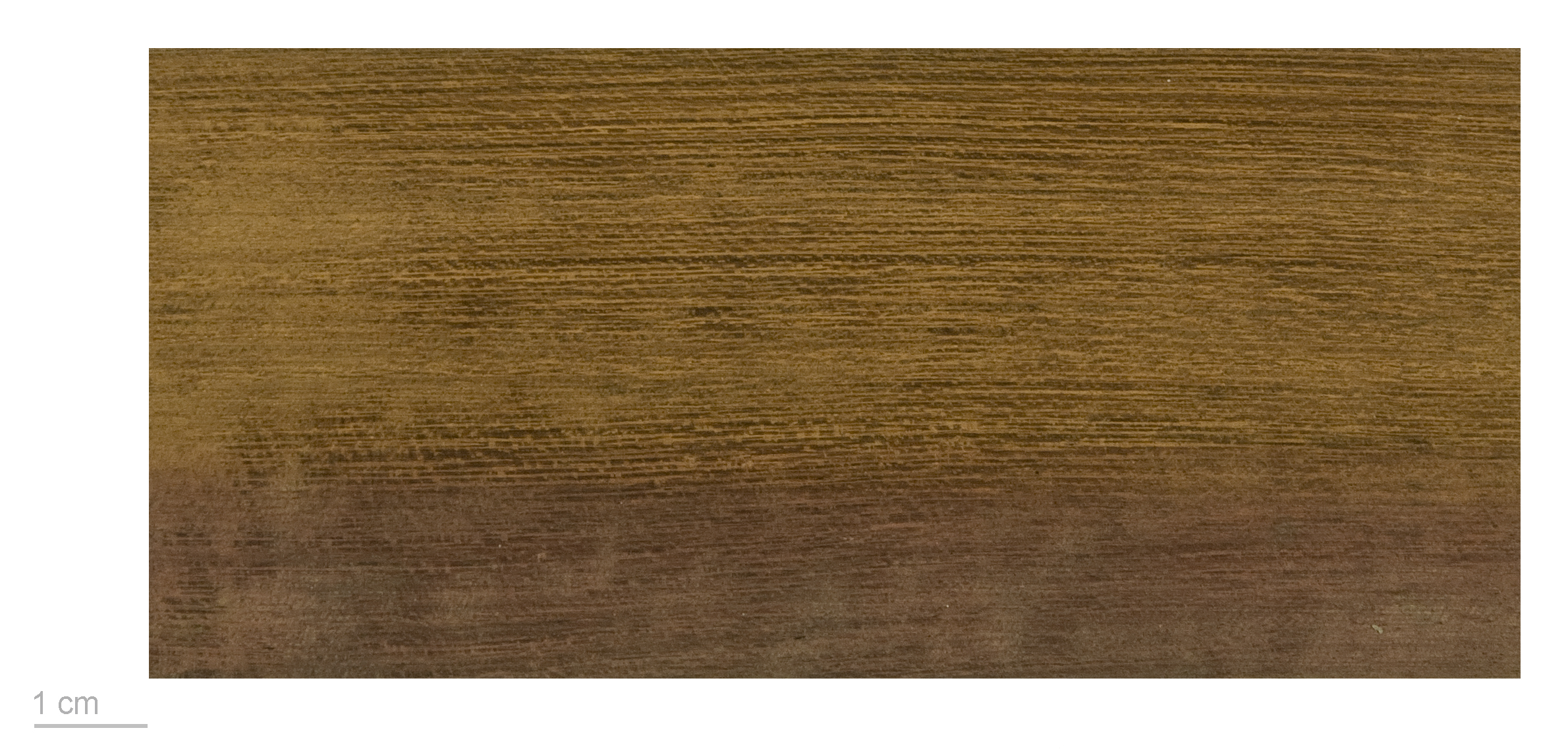
Peltogyne sp. - トゥールーズ博物館 (MHNT)